# Harrison Lake Patrol Cabin
Pour les articles homonymes, voir Harrison.
La Harrison Lake Patrol Cabin est une cabane en rondins dans le comté de Flathead, dans le Montana, aux États-Unis. Protégée au sein du parc national de Glacier, elle est construite dans le style rustique du National Park Service. Elle est inscrite au Registre national des lieux historiques depuis le 16 février 2001.